# Dikkers
Dikkers was een Nederlands metaalbewerkingsbedrijf, kopergieterij, pompen- en appendagefabriek, van 1879 tot 1981 gevestigd te Hengelo (Overijssel).

## Oorsprong
De machinefabriek van Stork maakte na de vestiging te Hengelo een grote uitbreiding door. Naast stoom- en andere werktuigen werd ook de vervaardiging van hulptoestellen als bronzen appendage ter hand genomen. Deze afdeling stond sinds 1872 onder leiding van Gerhardus Joan Otto Doris Dikkers (1853-1917), een schoonzoon van Charles Theodorus Stork. Met behulp van de firmanten van de Gebroeders Stork & Co. begon deze in 1879 in een tijdelijke werkplaats gehuurd van Stork met een eigen bedrijf onder de naam G. Dikkers & co. In 1881 kreeg het bedrijfje een eigen fabrieksgebouw, naar een ontwerp van Jac. Moll. Het gebouw omvatte 1000 m² en herbergde 45 werklieden.

## Verbreding en groei
Het bedrijf nam al gauw een grote vlucht. In 1890 werd het bedrijfsoppervlak verdubbeld, de vormerij en gieterij werden uitgebreid, de modellenbewaarplaats en kantoren vergroot. Het ontwerp was dit keer van J. van der Groot. Het productieprogramma breidde zich uit met onder meer stoomdrukreduceertoestellen, veiligheidsafsuiters en peilglazen. Naast producten naar eigen octrooien vervaardigde Dikkers ook toestellen in licentie. In 1902 telde het bedrijf 205 werklieden, in 1914 430, inclusief beambten, waarnaast een deel van het personeel gemobiliseerd was. Evenals buurman Stork voerde de onderneming een sociaal beleid, met onder meer de invoering in 1888 van een bedrijfsbegrafenis/ziekenfonds. In 1908 werd de onderneming omgezet in een NV, met een volgestort maatschappelijk kapitaal van f 600.000. Het bleef daarbij een familiebedrijf, wat ook tot uiting kwam in de opvolging van Dikkers sr door zijn zoon Arnold Mare (1889-1947), die na een studie aan de Harvard-universiteit in 1911 in het bedrijf kwam, in 1914 mededirecteur werd en in 1917 na het overlijden van zijn vader het roer overnam. In 1911 verhuisde men naar een nieuwbouw, inclusief een ijzergieterij.

## Groei
In 1920 werd er een dochteronderneming te Brussel opgericht, de Scapi, (Soc. An. de Construction des Appareils pour l'lndustrie), voornamelijk voor de vervaardiging van benzinepompen. In 1924 volgden een tweede en derde dochteronderneming, te Zutphen, de NV Industrieele Mij. Zutphen en de Hollandsche Speciaal-Industrie, voor de vervaardiging van metaalwaren en schroeven. Verder kwam in 1927 de NV Dikkers & Bargeboer te Den Haag tot stand, een ingenieursbureau en laboratorium dat onderzoekswerk deed, mede gebaseerd op de vinding van de vennoot A Bargeboer van een gasdrukregelaar. In 1920 werd een staalgieterij aan het bedrijf verbonden, in 1929 telde de onderneming circa 900 werklieden. In 1938 werd een nieuwe ijzer- en staalgieterij in bedrijf gesteld. er werkten toen circa 850 personen. Ondertussen deed een nieuwe directie zijn intrede, in 1922 werd W H Boom tot mededirecteur benoemd en na het overlijden van A.M. Dikkers was hij alleen directeur. 
Na de bevrijding kende ook Dikkers een enorme expansie. Het aandelenkapitaal groeide van f 2 miljoen in 1945 tot f 5,25 miljoen in 1954, die mede diende om de uitbreidingen te financieren: van een 26.000 m² tot 43.000 m². Er kwamen afdelingen voor precisie gietwerk en een kunststofafdeling. In 1954 bedroeg het personeelsbestand 1600 personen.

## Neergang
In de jaren zeventig kwam Dikkers steeds meer in de problemen. Jaar op jaar werden verliezen geleden, het eigen vermogen verdampte. De deelname van Rasa te Genève (een Amerikaans-Britse samenwerking) die in 1970 een meerderheidsbelang verwierf bleek weinig succesvol. Er volgden ontslagrondes, het personeelsbestand liep terug van 1232 in 1971 tot 460 tien jaar later. De in 1975 ingezette specialisatie op afsluiters voor kernenergie pakte ongunstig uit. Het Rijk sprong in 1980 nog bij met f 4 miljoen, maar tevergeefs. In 1981 volgde het faillissement, zowel voor de machinefabriek waar een 280 werklieden in dienst waren als de staalgieterij, met een 200 man personeel. Deze laatste afdeling maakte een zelfstandige doorstart onder de naam Hengelose Staalgieterij. Ook deze ging medio 1984 failliet.

## Kunstnijverheid
Van circa 1904 tot 1910 omvatte het bedrijf ook een Atelier voor gedreven koperwerken. Hier werden (geel)koperen siervoorwerpen vervaardigd, naar ontwerpen van Johanna van Eijbergen en Aart Jan Dijkhof.